# Designer's Days
D'DAYS est une association loi de 1901, à but non lucratif, fondée en 2000 sous le nom de Designer's Days. En 2013, Designer's Days devient D'DAYS.

## Festival du Design D'DAYS
En 2017, du 2 au 14 mai, à Paris, D'DAYS a organisé un festival du Design. Celui-ci avait lieu dans divers lieux, que ce soit dans des boutiques et grands magasins comme au BHV ou encore dans des musées comme le Musée des Arts décoratifs.